# Mayookha Johny
Mayookha Johny (* 9. April 1988 in Mumbai, Maharashtra) ist eine ehemalige indische Leichtathletin, die sich auf den Weit- und Dreisprung spezialisiert hat.

## Sportliche Laufbahn
Ihren ersten internationalen Wettkampf bestritt Mayookha Johny im Jahr 2007, als sie bei der Sommer-Universiade in Bangkok mit einer Weite von 12,72 m den 18. Platz im Dreisprung belegte. 2010 nahm sie erstmals an den Commonwealth Games in Neu-Delhi teil und belegte dort mit 6,30 m den sechsten Platz im Weitsprung und erreichte im Dreisprung mit 13,58 m Rang sieben. Anschließend wurde sie bei den Asienspielen in Guangzhou mit 6,33 m Siebte. Im Jahr darauf siegte sie bei den Asienmeisterschaften in Kōbe mit einer Weite von 6,56 m im Weitsprung und gewann im Dreisprung mit neuem Landesrekord von 14,11 m die Bronzemedaille hinter der Chinesin Xie Limei und Valeriya Kanatova aus Usbekistan. In beiden Bewerben qualifizierte sie sich damit für die darauffolgenden Weltmeisterschaften in Daegu, bei denen sie im Weitsprung mit 6,37 m den achten Platz im Finale belegte und im Dreisprung mit 13,99 m in der Qualifikation ausschied. 2012 nahm sie im Dreisprung an den Hallenweltmeisterschaften in Istanbul teil, verfehlte dort aber mit 13,95 m den Finaleinzug. Im Sommer nahm sie schließlich an den Olympischen Spielen in London teil und schied dort mit 13,77 m in der Qualifikation aus.
2013 gewann sie bei den Asienmeisterschaften in Pune mit 6,30 m die Bronzemedaille im Weitsprung hinter der Japanerin Sachiko Masumi und Anastasiya Juravlyeva aus Usbekistan. Im Jahr darauf nahm sie erneut an den Commonwealth Games in Glasgow teil, schied dort aber mit 6,11 m in der Weitsprungqualifikation aus. Anschließend erreichte sie bei den Asienspielen im südkoreanischen Incheon mit 6,12 m bzw. 13,50 m jeweils den neunten Platz im Weit- und Dreisprung. 2015 erreichte sie bei den Asienmeisterschaften in Wuhan mit 6,24 m Rang sechs und im Jahr darauf siegte sie bei den Südasienspielen in Guwahati mit 6,43 m und 13,85 m im Weit- und Dreisprung, wobei sie im Dreisprung einen neuen Spielerekord aufstellte. Kurz darauf siegte sie dann bei den Hallenasienmeisterschaften in Doha mit einem Sprung auf 6,35 m im Weitsprung und sicherte sich im Dreisprung mit neuem Hallenrekord von 14,00 m die Silbermedaille hinter der Kasachin Olga Rypakowa. Ende April bestritt sie in Potchestroom ihren letzten Wettkampf und beendete damit im Alter von 27 Jahren ihre Karriere als Leichtathletin.
In den Jahren 2008 und 2015 wurde Johny indische Meisterin im Dreisprung sowie 2008 auch im Weitsprung.

## Persönliche Bestleistungen
- Weitsprung: 6,64 m (+0,5 m/s), 29. Juli 2010 in Neu-Delhi
  - Weitsprung (Halle): 6,44 m, 11. Februar 2012 in Ludwigshafen am Rhein
- Dreisprung: 14,11 m (+0,9 m/s), 9. Juli 2011 in Kōbe (indischer Rekord)
  - Dreisprung (Halle): 14,00 m, 20. Februar 2016 in Doha (indischer Rekord)